# ستيف بور
ستيف بور (بالإنجليزية: Steve Burr)‏ (12 يناير 1963 بأبردين في المملكة المتحدة - ) هو مدرب كرة قدم ولاعب كرة قدم بريطاني في مركز الهجوم. لعب مع ماكليسفيلد تاون ونادي هاليفاكس تاون ونادي هدنسفورد تاون وستافورد رينجرز ونونيتون بورو ‏ وإف سي هاليفاكس تاون.

## وصلات خارجية
- ستيف بور على موقع قاعدة بيانات كرة القدم.إي يو (الإنجليزية)
- ستيف بور على موقع Soccerbase.com (مدرب) (الإنجليزية)